# 肯·穆雷
小肯尼思·斯坦利·穆雷（英語：Kenneth Stanley Murray Jr.，1928年4月20日—2008年6月15日），美国NBA联盟前职业篮球运动员。